# Püggen
Püggen este o comună în Saxonia-Anhalt, Germania